# Article 31 de la Constitution de la Cinquième République française
Article 30 Article 32
L'article 31 de la Constitution de la Cinquième République française est un article de la Constitution française du 4 octobre 1958.

## Texte
« Les membres du Gouvernement ont accès aux deux assemblées. Ils sont entendus quand ils le demandent.

Ils peuvent se faire assister par des commissaires du Gouvernement. »
— Article 31 de la Constitution du 4 octobre 1958